# Mauro Meluso
Mauro Meluso (Cosenza, 1º gennaio 1965) è un dirigente sportivo ed ex calciatore italiano, di ruolo attaccante, direttore sportivo generale del Perugia.

## Biografia
È figlio dello scrittore Salvatore Meluso.

## Carriera

### Giocatore
Formatosi calcisticamente nella “Panebianco”, squadra di quartiere di Cosenza, con la quale vince tre campionati Provinciali Esordienti consecutivi, passa a 14 anni nel Rende per poi approdare nel vivaio della Lazio. Milita nella prima squadra del club romano dal 1982 al 1984, debuttando in Serie A il 2 ottobre 1983 in Lazio-Juventus (0-1). Gioca poi in Serie A per un anno nelle file della Cremonese. La carriera continua quindi nelle serie inferiori, in Serie C1 con Salernitana, Monopoli (tre stagioni), Casarano, Messina, con in mezzo una stagione al Foggia tra i cadetti, dove Meluso gioca pochissimo.
Nel 1993 è alla Fermana, dove rimane per due anni. Nel 1993-1994, in Serie D, sotto la guida del tecnico Carlo Ripari, contribuisce con 6 gol alla promozione in Serie C2 dei marchigiani, che si piazzano secondi e sono ammessi in Serie C2 grazie al ripescaggio del 1º agosto 1994. Nel 1994-1995 viene allenato da Bruno Nobili e segna 5 reti, prima di ritirarsi dall'attività agonistica.
In serie A vanta 24 presenze (12 con la maglia della Lazio, 12 con la maglia della Cremonese) e 3 gol.

### Dirigente
Ricopre il ruolo di direttore sportivo per Foggia, Padova, Pisa, Sangiovannese, Teramo e Ternana. Il 22 giugno 2011 assume la carica di responsabile settore tecnico del Frosinone. Il 27 maggio 2014 viene nominato direttore sportivo del Cosenza, dove rimane per due anni.
Il 6 giugno 2016 diventa il nuovo direttore sportivo del Lecce, militante in Serie C, firmando un contratto biennale con prolungamento automatico in caso di promozione in Serie B. Contribuisce al doppio salto di categoria dei giallorossi, che nel 2019 approdano in Serie A. Il suo rapporto con il club salentino si interrompe nell'agosto 2020, dopo la retrocessione in Serie B. Il 27 agosto 2020 firma un contratto triennale con lo Spezia, neopromosso in Serie A. Il 26 maggio 2021, dopo aver contribuito al raggiungimento di una storica salvezza, rescinde il contratto con i liguri.
Il 12 luglio 2023 viene nominato nuovo direttore sportivo del Napoli, dove rimane in carica per una stagione.
Il 28 novembre 2024 firma un contratto fino al 2027 come direttore generale sportivo del Perugia.